# Le Samyn
Le Samyn, Gran Premi Samyn o Memorial José Samyn és una cursa ciclista d'un sol dia belga que es disputa entre Frameries i Dour, a la província d'Hainaut.
La cursa es creà el 1968 amb el nom de Gran Premi de Fayt-le-Franc. El 1970 es va decidir canviar el nom de la cursa per retre un homenatge al seu primer guanyador, José Samyn, que morí durant una cursa a Zingem el 1969. Des de 1974 es disputa el dimecres posterior a la Het Volk. Des del 2005 la cursa forma part de l'UCI Europa Tour amb una categoria 1.1.
Des del 2012 també es disputa una cursa femenina anomenada Le Samyn des Dames.

## Palmarès

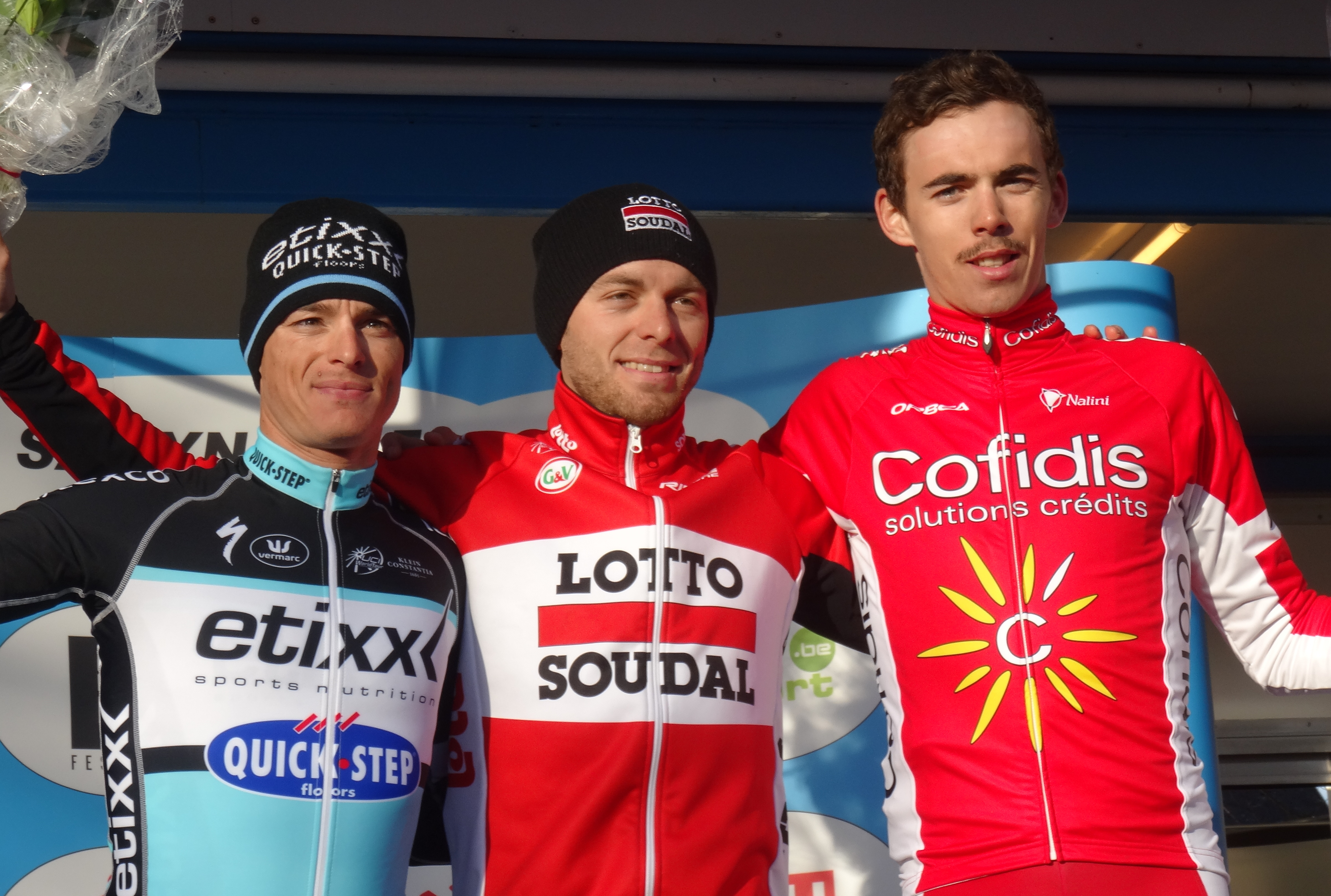
Le Samyn 2015 : Gianni Meersman (2), Kris Boeckmans (1) & Christophe Laporte (3).

| Any                      | Vencedor                 | Segon                   | Tercer                  |
| ------------------------ | ------------------------ | ----------------------- | ----------------------- |
| 1968                     | José Samyn               | Bernard Guyot           | Victor Van Schil        |
| 1969                     | Herman Vrijders          | Roger Kindt             | Freddy Decloedt         |
| 1970                     | Ronny Van De Vijver      | Jacques Zwaenepoel      | André Dierickx          |
| 1971                     | Julien Van Lint          | Etienne Sonck           | Ronny Van De Vijver     |
| 1972                     | Marc Demeyer             | Gérard Hendrickx        | Willy Van Neste         |
| 1973                     | Louis Verreydt           | Christian De Buysschere | Eric Wijckaert          |
| 1974                     | André Dierickx           | Ferdinand Bracke        | Gustaaf Van Roosbroeck  |
| 1975                     | Alain Santy              | Ronald De Witte         | Eric Leman              |
| 1976                     | Dirk Baert               | Jacques Martin          | Ferdinand Van Den Haute |
| 1977                     | Michel Périn             | Rudy Pevenage           | Frans Van Vlierberghe   |
| 1978                     | Herman Van Springel      | Frank Hoste             | Marc Demeyer            |
| 1979                     | Jos Schipper             | Roger Vershaeve         | Ferdinand Van Den Haute |
| 1980                     | Gery Verlinden           | Michel Pollentier       | José De Cauwer          |
| 1981                     | Pol Verschuere           | Adri van der Poel       | Patrick Versluys        |
| 1982                     | Jos Jacobs               | Daniel Willems          | Pol Verschuere          |
| 1983                     | Jacques van Meer         | Luc Colijn              | Ludo De Keulenaer       |
| 1984                     | Daniel Rossel            | Ludwig Wijnants         | Alain De Roo            |
| 1985                     | Ronny Van Holen          | Paul Haghedooren        | Luc Meersman            |
| 1986                     | Patrick Onnockx          | Marc Sergeant           | William Tackaert        |
| 1987                     | Claude Criquielion       | Patrick Onnockx         | Edwig Van Hooydonck     |
| 1988 edició no disputada |                          |                         |                         |
| 1989                     | Hendrik Redant           | Jean-Marie Wampers      | Jerry Cooman            |
| 1990                     | Hendrik Redant           | Frank Pirard            | Peter Pieters           |
| 1991                     | Johnny Dauwe             | Eric Vanderaerden       | Hendrik Redant          |
| 1992                     | Johan Capiot             | Eric Vanderaerden       | Jean-Pierre Heynderickx |
| 1993                     | Wilfried Nelissen        | Johan Museeuw           | Johan Capiot            |
| 1994                     | Johan Capiot             | Peter De Clercq         | Ludo Dierckxsens        |
| 1995                     | Johan Capiot             | Johan Verstrepen        | Nico Mattan             |
| 1996                     | Hans De Meester          | Stéphane Hennebert      | Ludo Dierckxsens        |
| 1997                     | Michel Vanhaecke         | Jo Planckaert           | Kris Gerits             |
| 1998                     | Ludovic Auger            | Mario Aerts             | Tom Desmet              |
| 1999                     | Thierry Marichal         | Erwin Thijs             | John Talen              |
| 2000                     | Frank Høj                | Roger Hammond           | Jan Boven               |
| 2001                     | Kris Gerits              | Peter Farazijn          | Bert Hiemstra           |
| 2002                     | Magnus Bäckstedt         | Stijn Devolder          | Gordon McCauley         |
| 2003                     | Stefan van Dijk          | Gert Vanderaerden       | Jeroen Blijlevens       |
| 2004                     | Robbie McEwen            | Ludovic Capelle         | Jans Koerts             |
| 2005 edició anul·lada    |                          |                         |                         |
| 2006                     | Renaud Dion              | Philippe Gilbert        | Matti Breschel          |
| 2007                     | Jimmy Casper             | Philippe Gilbert        | Bastiaan Giling         |
| 2008                     | Philippe Gilbert         | Kevyn Ista              | Aleksejs Saramotins     |
| 2009                     | Wouter Weylandt          | Rémi Cusin              | Björn Leukemans         |
| 2010                     | Jens Keukeleire          | Gregory Joseph          | Cédric Pineau           |
| 2011                     | Dominic Klemme           | Kevyn Ista              | Robert Wagner           |
| 2012                     | Arnaud Démare            | Kris Boeckmans          | Adrien Petit            |
| 2013                     | Aleksei Tsatévitx        | Kris Boeckmans          | Adrien Petit            |
| 2014                     | Maxime Vantomme          | Aleksei Tsatévitx       | Nacer Bouhanni          |
| 2015                     | Kris Boeckmans           | Gianni Meersman         | Christophe Laporte      |
| 2016                     | Niki Terpstra            | Scott Thwaites          | Florian Sénéchal        |
| 2017                     | Guillaume Van Keirsbulck | Alex Kirsch             | Iljo Keisse             |
| 2018                     | Niki Terpstra            | Philippe Gilbert        | Damien Gaudin           |
| 2019                     | Florian Sénéchal         | Aimé De Gendt           | Niki Terpstra           |
| 2020                     | Hugo Hofstetter          | Aimé De Gendt           | David Dekker            |
| 2021                     | Tim Merlier              | Rasmus Tiller           | Andrea Pasqualon        |
| 2022                     | Matteo Trentin           | Hugo Hofstetter         | Dries De Bondt          |
| 2023                     | Milan Menten             | Hugo Hofstetter         | Edward Theuns           |
| 2024                     | Laurenz Rex              | António Morgado         | Jenthe Biermans         |
| 2025                     | Mathieu van der Poel     | Paul Magnier            | Émilien Jeannière       |